# Ludgeřovice
Ludgeřovice (niem. Ludgierzowitz, 1939-1945 Ludgerstal) – wieś w Czechach, w kraju morawsko-śląskim, w okresie Opawa, w Kraiku hulczyńskim. Według danych z dnia 1 stycznia 2010 liczyła 4704 mieszkańców.
W Ludgierzowicach urodził się czeski ksiądz katolicki Ludvík Kus (1931-2010).